# 1 август
1 август е 213-ият ден в годината според григорианския календар (214-и през високосна). Остават 152 дни до края на годината.

## Събития
- 527 г. – Юстиниан I става самостоятелен владетел на Източната Римска империя.
- 902 г. – Арабите, оглавявани от династията Аглабиди, завладяват последната крепост на Византия на остров Сицилия – Таормина.
- 1291 г. – Три централни швейцарски кантона подписват Федерална харта (Bundesbrief), с която се създава Швейцарската конфедерация.
- 1208 г. – Българо-латински войни: В Битката при Пловдив армията на Втората българска държава е разгромена от рицарите на Латинската империя; българите са изтласкани от Тракия.
- 1461 г. – Едуард IV е коронован за крал на Англия.
- 1492 г. – Фердинанд Арагонски и Изабела I прогонват евреите от Испания.
- 1498 г. – Христофор Колумб акостира на континентална Америка при Венецуела.
- 1619 г. – Във Вирджиния (дн. САЩ) са докарани с кораби първите африкански роби.
- 1774 г. – Джоузеф Пристли открива кислорода и потвърждава предишното откритие на този химичен елемент от Карл Вилхелм Шееле.
- 1798 г. – Революционни войни: В Абукирския залив, Египет, започва морска битка, в която адмирал Хорацио Нелсън унищожава флотата на Наполеон Бонапарт.
- 1800 г. – Кралство Великобритания и Кралство Ирландия се обединяват в Обединено кралство Великобритания и Ирландия.
- 1834 г. – Отменено е робството в Британската империя, около 770 280 роби стават свободни граждани.
- 1876 г. – Колорадо става 38-ия щат на САЩ.
- 1879 г. – Създадена е Дунавската военна флотилия, с което се поставя началото на българските ВМС.
- 1885 г. – В Санкт Петербург е отпечатана първата българска банкнота с номинал 20 лева.
- 1888 г. – От Виена потегля първият влак по линията Виена – Цариград.
- 1894 г. – Избухва Китайско-японската война.
- 1895 г. – Излиза първият брой на списание Лов и риболов.
- 1902 г. – САЩ купуват правата за Панамския канал от Франция.
- 1907 г. – На остров Браунси започва първият скаутски лагер, организиран от британския генерал Робърт Бейдън-Пауъл.
- 1912 г. – В София е сформирана Аеропланна рота – първата самолетна част в България.
- 1914 г. – Първата световна война: Германия обявява война на Русия три дни преди Великобритания да обяви война на Германия.
- 1924 г. – Основан е АС Монако.
- 1926 г. – Открита е първата отсечка от теснопътната железопътна линия Септември – Добринище, от гара Септември до гара Велинград.
- 1928 г. – Създадена е Радиослужба към БТА.
- 1936 г. – В Берлин се откриват 11-те Летни олимпийски игри от Адолф Хитлер.
- 1944 г. – Втора световна война: Във Варшава Армия Крайова започва Варшавското въстание срещу нацистката окупация на Полша; бунтът продължава 63 дни преди да бъде потушен от германците.
- 1953 г. – Създадена е Информационна агенция на САЩ (ЮСИА).
- 1960 г. – Кипър получава своята независимост.
- 1960 г. – Република Дахомей (по-късно преименувана на Бенин) обявява национална независимост от Франция.
- 1960 г. – Град Исламабад е обявен за федерална столица на Пакистан.
- 1967 г. – Израел анексира Източен Йерусалим.
- 1968 г. – Хасанал Болкиах е коронован за 29-и султан на Бруней.
- 1971 г. – На Медисън Скуеър Гардън (Ню Йорк) се провежда благотворителен концерт пред 40 хил. души, на който са събрани около 244 хил. долара за нуждите на УНИЦЕФ в Бангладеш; концертът е организиран от Джордж Харисън и Рави Шанкар, сред изпълнителите са Боб Дилън, Ерик Клептън, Ринго Стар и др.
- 1975 г. – 33 европейски страни, САЩ и Канада, подписват в Хелзинки Заключителния акт от споразумението за човешките права, който води до създаването на Организация за сигурност и сътрудничество в Европа.
- 1981 г. – В САЩ започва излъчване музикалният тв канал MTV.
- 1990 г. – Желю Желев е избран от VII велико народно събрание за председател (президент) на Република България.
- 1991 г. – XXXVI народно събрание на Република България решава да не поднови договора за дружба, сътрудничество и взаимна помощ със СССР от 1967 г.
- 2001 г. – България, Кипър, Латвия, Малта, Словения и Словакия се присъединяват към Европейската агенция за околна среда.
- 2004 г. – При пожар в супермаркет в Асунсион (Парагвай) загиват 396 души и над 500 са ранени.

## Родени
- 10 г. пр.н.е. – Клавдий, римски император († 54 г.)
- 126 г. – Пертинакс, римски император († 193 г.)
- 1520 г. – Зигмунт II Август, Крал на Полша и Велик княз на Литва († 1572 г.)
- 1626 г. – Шабатай Цви, еврейски лъжемесия († 1676 г.)
- 1744 г. – Жан-Батист Ламарк, френски биолог († 1829 г.)
- 1770 г. – Уилям Кларк, американски изследовател († 1838 г.)
- 1819 г. – Херман Мелвил, американски романист, есеист и поет († 1891 г.)
- 1829 г. – Иван Сеченов, руски физиолог († 1905 г.)
- 1849 г. – Джордж Доусън, канадски геолог и геодезист († 1901 г.)
- 1857 г. – Анастас Янков, български военен и революционер († 1906 г.)
- 1858 г. – Ханс Рот, австрийски композитор († 1884 г.)
- 1862 г. – Иван Пашинов, български военен деец († 1936 г.)
- 1872 г. – Димитър Мирасчиев, български революционер († 1917 г.)
- 1873 г. – Кръстьо Раковски, български, румънски, съветски политик и дипломат († 1941 г.)
- 1889 г. – Валтер Герлах, немски физик († 1979 г.)
- 1893 г. – Александрос I, крал на Гърция († 1920 г.)
- 1899 г. – Джеймс Ейнджъл, американски авиатор († 1956 г.)
- 1921 г. – Джак Креймър, американски тенисист († 2009 г.)
- 1924 г. – Абдула бин Абдул Азис, крал на Саудитска Арабия († 2015 г.)
- 1924 г. – Жорж Шарпак, френски физик, Нобелов лауреат през 1992 († 2010 г.)
- 1925 г. – Димитър Русков, български хоров диригент († 2010 г.)
- 1925 г. – Ернст Яндл, немски поет и драматург († 2000 г.)
- 1930 г. – Пиер Бурдийо, френски социолог († 2002 г.)
- 1933 г. – Антонио Негри, италиански философ-марксист († 2023 г.)
- 1936 г. – Ив Сен Лоран, френски моден дизайнер († 2008 г.)
- 1942 г. – Джанкарло Джанини, италиански актьор
- 1945 г. – Вили Кавалджиев, български блус-рок певец, музикант и антикомунист († 2010 г.)
- 1945 г. – Дъглас Ошероф, американски физик, Нобелов лауреат през 1996 г.
- 1948 г. – Дейвид Гемел, британски писател († 2006 г.)
- 1950 г. – Любомир Котев, български писател и белетрист
- 1951 г. – Томи Боулин, американски китарист († 1976 г.)
- 1952 г. – Зоран Джинджич, министър-председател на Сърбия († 2003 г.)
- 1953 г. – Игор Дамянов, български политик († 2019 г.)
- 1953 г. – Мартин Гудман, британски историк и писател
- 1959 г. – Джо Елиът, британски рок музикант
- 1961 г. – Ален Берг, бивш канадски пилот от Форума 1
- 1961 г. – Николай Станчев, български актьор († 2021 г.)
- 1962 г. – Божидар Искренов, български футболист
- 1963 г. – Кулио, американски рап изпълнител († 2022 г.)
- 1964 г. – Димитър Митовски, български режисьор
- 1964 г. – Каспар Капарони, италиански актьор
- 1965 г. – Сам Мендес, английски режисьор
- 1967 г. – Валентин Иванов, български астроном и писател
- 1968 г. – Дан Донеган, американски рок музикант
- 1971 г. – Александър Ангелов, български юрист
- 1972 г. – Вадим Милов, швейцарски шахматист
- 1980 г. – Елеонора Манчева, български фотомодел
- 1980 г. – Мансини, бразилски футболист
- 1981 г. – Стивън Хънт, ирландски футболист
- 1984 г. – Бастиан Швайнщайгер, германски футболист
- 1986 г. – Елена Веснина, руска тенисистка
- 1988 г. – Неманя Матич, сръбски футболист
- 1988 г. – Иван Думиника, молдовски историк от български произход
- 1989 г. – Стефани Хуанг, американска певица

## Починали
- 30 пр.н.е. г. – Марк Антоний, римски пълководец (* 83 пр.н.е. г.)
- 527 г. – Юстин I, римски император (* 450 г.)
- 1137 г. – Луи VI, крал на Франция (* 1081 г.)
- 1146 г. – Всеволод II, велик княз на Киевска Рус (* 1094 г.)
- 1464 г. – Козимо Медичи, основател на династията Медичи (* 1386 г.)
- 1557 г. – Олаф Магнус, шведски писател (* 1490 г.)
- 1714 г. – Кралица Анна (* 1665 г.)
- 1831 г. – Уилям Хенри Леонард По, американски моряк и поет (* 1807 г.)
- 1859 г. – Стефан Богориди, османски държавник (* 1780 г.)
- 1887 г. – Михаил Катков, руски публицист (* 1818 г.)
- 1912 г. – Йоаким Груев, български просветител (* 1828 г.)
- 1924 г. – Димитър Вълнаров, български военен деец (* 1859 г.)
- 1926 г. – Израел Зангвил, английски писател (* 1864 г.)
- 1934 г. – Михаил Розов, български революционер (* 1874 г.)
- 1941 г. – Наум Арнаудов, български революционер (* 1876 г.)
- 1944 г. – Стефан Чавдаров, български революционер (* 1883 г.)
- 1959 г. – Жан Бера, френски пилот от Формула 1 (* 1921 г.)
- 1967 г. – Рихард Кун, германски химик и биохимик, Нобелов лауреат (* 1900 г.)
- 1968 г. – Мито Хадживасилев, югославски политик (* 1922 г.)
- 1970 г. – Ото Варбург, германски биохимик, Нобелов лауреат (* 1883 г.)
- 1973 г. – Валтер Улбрихт, германски политик (* 1893 г.)
- 1977 г. – Гари Пауърс, американски летец (* 1929 г.)
- 1987 г. – Пола Негри, американска актриса (* 1897 г.)
- 1992 г. – Маргарита Алигер, руска поетеса (* 1915 г.)
- 1997 г. – Святослав Рихтер, съветски пианист (* 1915 г.)
- 1998 г. – Ева Барток, унгарска актриса (* 1927 г.)
- 2002 г. – Мария Нейкова, българска поппевица и композиторка (* 1945 г.)
- 2003 г. – Мари Трентинян, френска актриса (* 1962 г.)
- 2005 г. – Фахд бин Абдул Азис, крал на Саудитска Арабия (* 1923 г.)
- 2005 г. – Ъруин Сандърс, американски социолог (* 1909 г.)
- 2008 г. – Симон Мирман, френска дизайнерка (* 1912 г.)
- 2009 г. – Мария Корасон Акино, първата жена, президент на Филипините (* 1933 г.)

## Празници
- Ден на градинаря Честването на празника е възобновено на 1 август 1993 година в град Брезово, Пловдивско, от членове на БЗНС
- Азербайджан – Ден на азербайджанската азбука и език
- Ангола и Ливан – Ден на армията
- Барбадос, Тринидад и Тобаго, Бермуди, Гвиана и Ямайка – Ден на еманципацията (по повод забраната на робството в Британската империя, 1832 г.)
- Бенин – Ден на независимостта (1960 г., от Франция, национален празник)
- Демократична република Конго – Ден на родителите
- Йоркшир, Англия – Ден на Йоркшир
- Либия – Ден на въоръжените сили
- Никарагуа – Ден на фиестата
- Русия – Ден на тиловите войски от въоръжените сили на Руската федерация
- Украйна – Ден на военноморския флот
- Швейцария – Национален ден на Швейцария (по повод подписването на Федералната харта, 1291 г.)